# Isola del Piano
Isola del Piano település Olaszországban, Marche régióban, Pesaro és Urbino megyében. Lakosainak száma 543 fő (2023. január 1.). Isola del Piano Fossombrone, Urbino és Montefelcino községekkel határos.

## Népesség
A település lakossága az elmúlt években az alábbi módon változott:
| Lakosok száma | 593  | 600  | 543  |
|               | 2017 | 2018 | 2023 |